# Ferrocarril Rético
El Ferrocarril Rético o RhB (Rhätische Bahn en alemán, Ferrovia Retica en italiano y Viafer Retica en romanche) es la segunda[cita requerida] compañía férrea más importante de Suiza, por detrás de SBB-CFF-FFS. Cuenta con cerca de 381 km que discurren por el Cantón de los Grisones, y en el año 2002 tenía 1479 empleados.
Desde el 6 de julio de 2008, el Comité de la Unesco ha inscrito Ferrocarril Rético a lo largo de los paisajes de Albula y Bernina en la lista del Patrimonio de la Humanidad, y dado que se localiza en territorio suizo e italiano, es un bien compartido por ambos países. Esta inscripción concierne a 122 km de dos líneas ferroviarias, la línea del Albula (67 km) y la línea del Bernina (61 km)  que conectan las ciudades de Thusis, Sankt Moritz y Tirano, y a los 144 puentes y 42 túneles que componen dicho trazado, así como el entorno paisajístico que lo rodea.

Este sitio agrupa dos líneas ferroviarias históricas que cruzan los Alpes suizos por dos puertos de montaña. Inaugurada en 1904, la línea del Albula está situada en la parte nordeste del sitio y tiene 67 km de longitud. Comprende un conjunto impresionante de obras de ingeniería formado por 42 túneles y galerías cubiertas y 144 puentes y viaductos. La línea del Bernina tiene 61 km y cuenta con 13 túneles y galerías y 52 puentes y viaductos. El sitio es un ejemplo notable de la utilización del ferrocarril, a principios del siglo XX, para acabar con el aislamiento de las poblaciones de los Alpes centrales e inducir un cambio socioeconómico duradero en la vida de los montañeses. Este ferrocarril es una realización excepcional en el plano técnico, arquitectónico y ambiental, que encarna los logros que pueden alcanzar la arquitectura y la ingeniería civil en perfecta armonía con el paisaje circundante.
«Rhaetian Railway in the Albula / Bernina Landscapes»

## Trazado

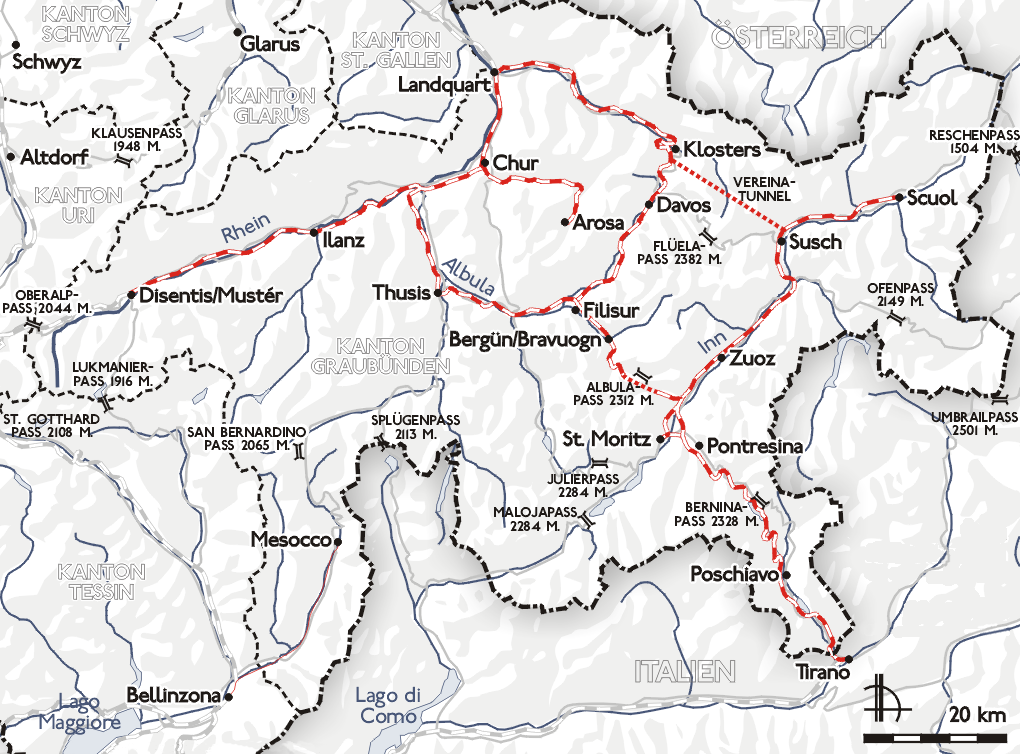
Trazado del Ferrocarril Rético.

El trazado del Ferrocarril Rético se desarrolla por completo en un ancho de 1000 mm, y conecta con el trazado de los Ferrocarriles Federales Suizos en la capital del Cantón de los Grisones, Coira, y con el de Ferrovie dello Stato en Tirano.
Con respecto a la electrificación, comprende dos tramos:
- 61 km en corriente continua de 1000 V, correspondientes a la línea del Bernina Bahn, Tirano-Sankt Moritz.
- 321 km en corriente alterna de 11 KV y 16.7 Hz.

Cuenta con un total de 383 puentes y 84 túneles, destacando el de Vereina, con 19,042 km, y el de Albula, de 5,864 km. La pendiente máxima es de un 7% y se encuentra en la línea de Bernina, correspondiente a la línea de corriente continua. La pendiente máxima en corriente alterna es del 4%.

## Servicios

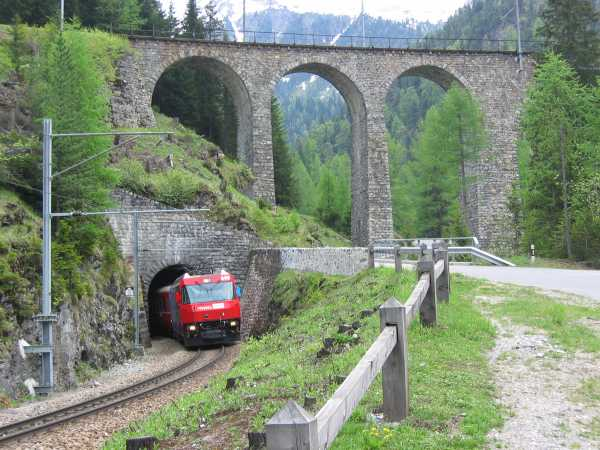
Puente sobre túnel del Ferrocarril Rético.

El Tren rojo no es sólo un medio de transporte público en Suiza, sino que también es un gran atractivo turístico, ya que más de la mitad de sus usuarios son extranjeros.
Entre los trenes que componen el parque ferroviario, destacan cinco con nombre propio:
- Glacier Express, también conocido como el expreso más lento del mundo. Recorrido: Zermatt - Sankt Moritz.
- Bernina Express. Recorrido: Coira - Tirano, por el puerto del Bernina.
- Aqualino Scuol. Recorrido: Landquart - Scuol, por el túnel de Vereina.
- Engadine Star. Recorrido: Landquart - Sankt Moritz, por el túnel de Vereina.
- Arosa Bahn. Recorrido: Coira - Arosa.

## Historia

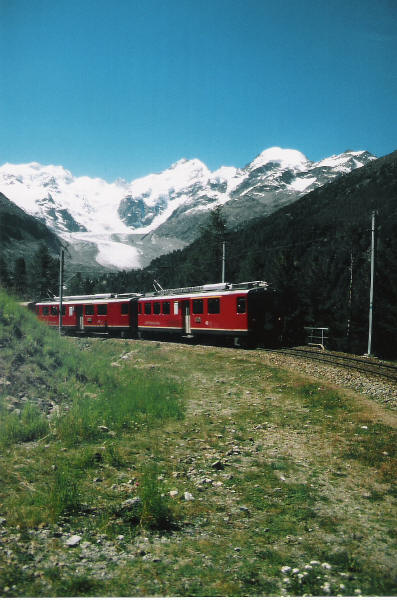
Imagen del Tren rojo con el glaciar de Morteratsch al fondo.

El Ferrocarril Rético fue construido entre los años 1889 y 1913 por iniciativa del neerlandés Jan Willem Holsboer. Éste fundó la sociedad Schmalspurbahn Landquart-Davos, que abriría la primera parte de la línea (Landquart-Klosters) en 1889, y la segunda parte (Klosters-Davos) en 1890.
Posteriormente se construirían las líneas de Thusis-Sankt Moritz, en 1903, y Sankt Moritz-Scuol en 1913.